# آنتیگوا گواتمالا
آنتیگوا گواتمالا (به اسپانیایی: Antigua Guatemala) یک منطقهٔ مسکونی در گواتمالا است که در استان ساکاتپکس واقع شده‌است. آنتیگوا گواتمالا ۴۵٬۶۶۹ نفر جمعیت دارد.

## خواهرخوانده
شهرهای زاپوپان، خالیسکو، زالاپا، متپک، کورال گیبلز، فلوریدا، کانکون و Benito Juárez Municipality خواهرخوانده‌های آنتیگوا گواتمالا هستند.

## نگارخانه

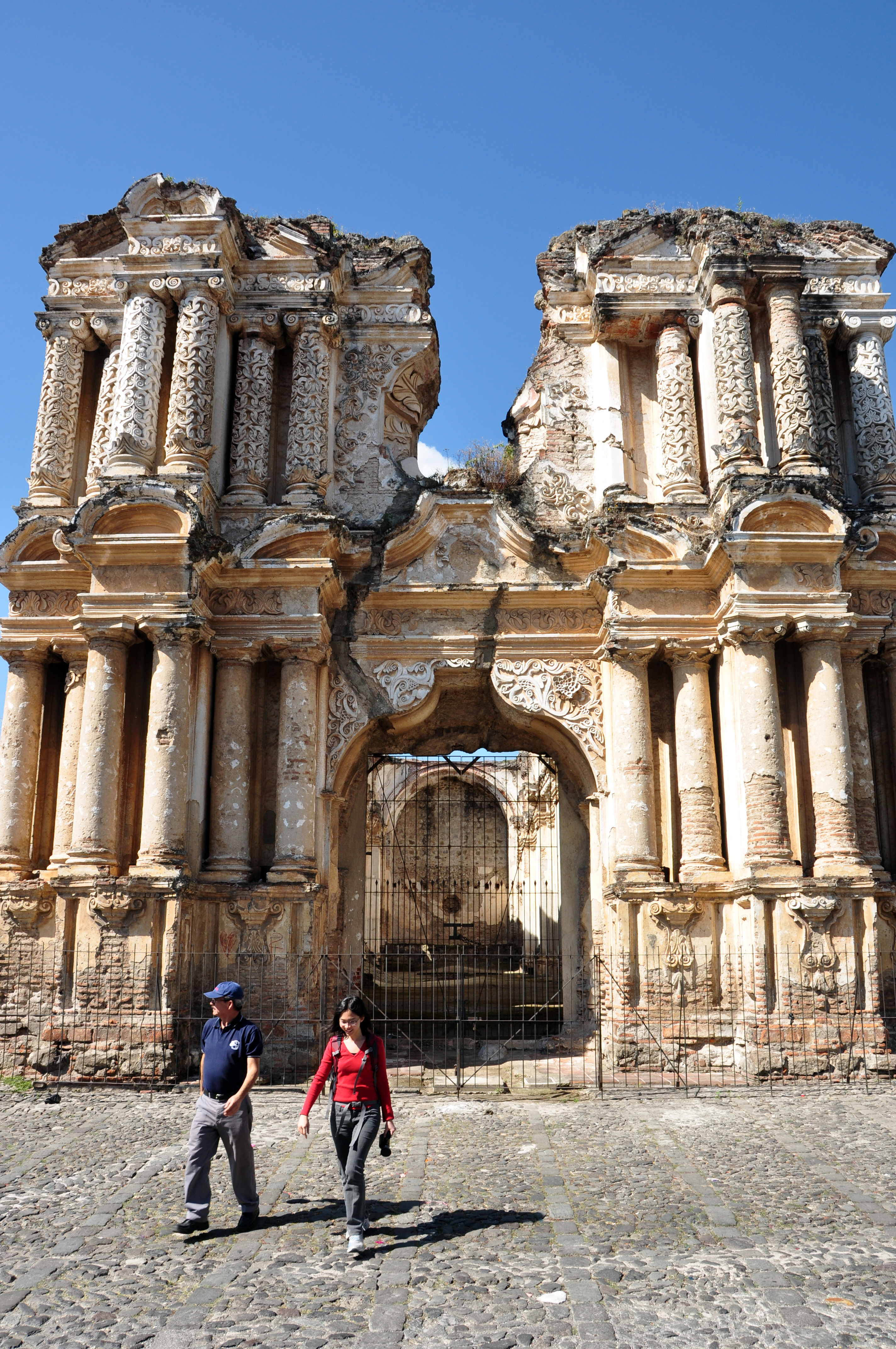
نمای کلیسای سابق ال کارمن در سال ۲۰۰۹
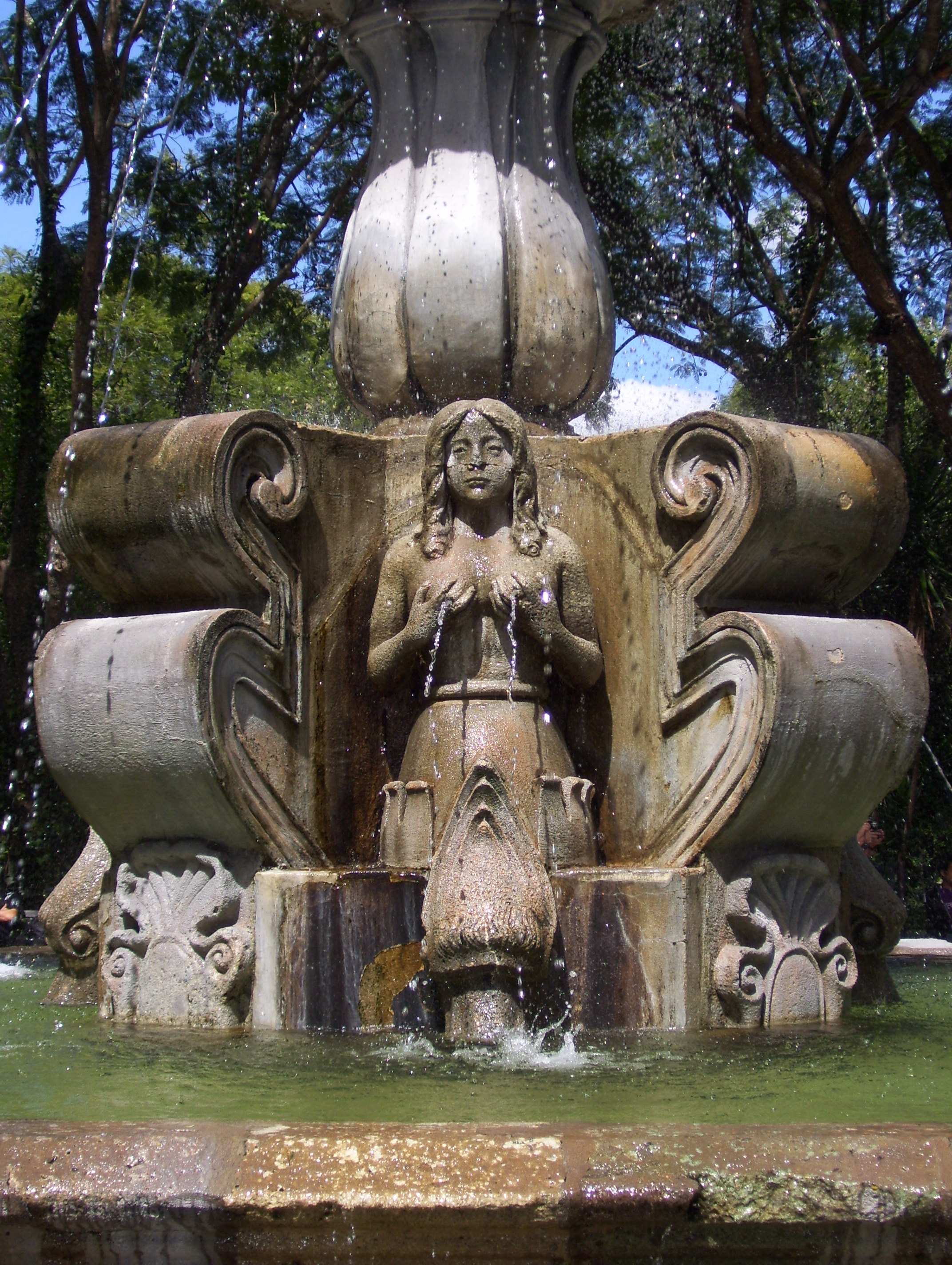
فواره شگفت انگیز، ساخته شده توسط دیگو پاپ در سال ۱۷۳۷
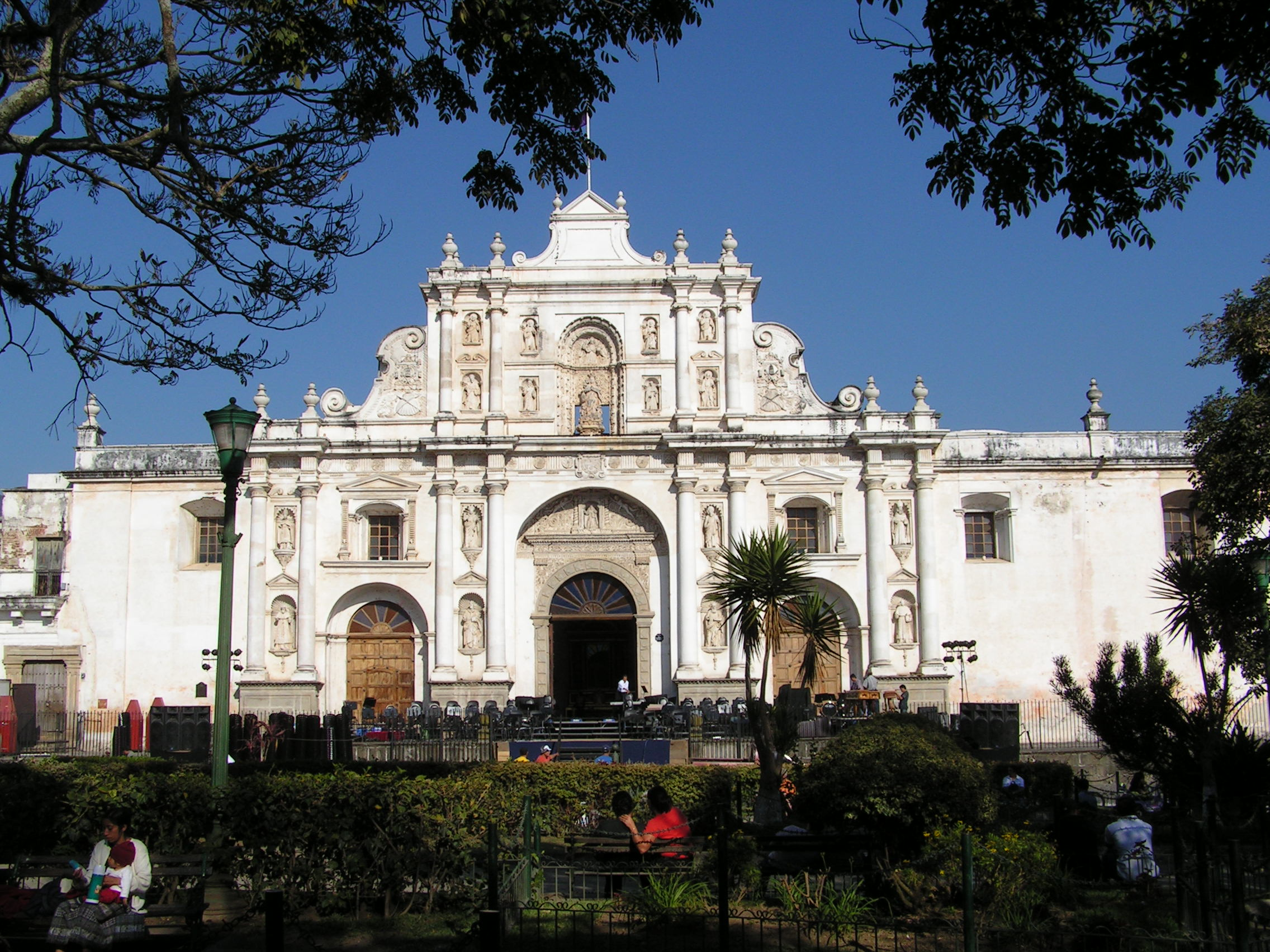
کلیسای سان خوزه در کلیسای جامع متروپولیتن سانتیاگو